# Рождественський Вадим Сергійович
Вадим Рождественський (нар. 6 лютого 1967) — український гравець у водне поло. Він брав участь у турнірі серед чоловіків на літніх Олімпійських іграх 1996 року.